# Апостольский нунций в Кыргызстане
Апостольский нунций в Кыргызской Республике — дипломатический представитель Святого Престола в Кыргызстане. Данный дипломатический пост занимает церковно-дипломатический представитель Ватикана в ранге посла. Апостольская нунциатура в Кыргызстане была учреждена на постоянной основе в 1994 году.
В настоящее время Апостольским нунцием в Кыргызстане является архиепископ Георг Панамтхундил, назначенный Папой Франциском 15 июля 2023 года.

## История
Апостольская нунциатура в Кыргызстане была учреждена на постоянной основе в 1994 году, папой римским Иоанном Павлом II. Однако апостольский нунций не имеет официальной резиденции в Кыргызстане, в его столице Бишкеке и является апостольским нунцием по совместительству, эпизодически навещая страну. Резиденцией апостольского нунция в Кыргызстане является Астана — столица Казахстана.

## Апостольские нунции в Кыргызстане
- Мариан Олесь — (9 апреля 1994 — 11 декабря 2001 — назначен апостольским нунцием в Словении);
- Юзеф Весоловский (16 февраля 2002 — 24 января 2008 — назначен апостольским нунцием в Доминиканской Республике);
- Мигель Маури Буэндиа (12 июля 2008 — 5 декабря 2015 — назначен апостольским нунцием в Румынии);
- Фрэнсис Ассизи Чулликатт — (24 июня 2016 — 1 октября 2022 — назначен апостольским нунцием в Боснии и Герцеговине и Черногории);
- Георг Панамтхундил — (15 июля 2023 — по настоящее время).